# Sonim
Sonim is een plaats (freguesia) in de Portugese gemeente Valpaços en telt 650 inwoners (2001).